# أحمد علي بوت
أحمد علي بوت (بالأردوية: احمد علی بٹ؛ بالإنجليزية: Ahmed Ali Butt) هو مغني وعارض باكستاني، ولد في 6 مارس 1976 في كراتشي في باكستان.

## وصلات خارجية
- أحمد علي بوت على موقع IMDb (الإنجليزية)